# Port lotniczy Lesce-Bled
Port lotniczy Lesce-Bled – port lotniczy w miejscowości Lesce. Jest czwartym co do wielkości portem lotniczym w Słowenii.